# Cantone di Autun-1
Il Cantone di Autun-1 è una divisione amministrativa dell'Arrondissement di Autun.
È stato costituito a seguito della riforma approvata con decreto del 18 febbraio 2014, che ha avuto attuazione dopo le elezioni dipartimentali del 2015.

## Composizione
Comprende parte della città di Autun e i 27 comuni di:
- Anost
- Barnay
- La Celle-en-Morvan
- Chissey-en-Morvan
- Collonge-la-Madeleine
- Cordesse
- Créot
- Curgy
- Cussy-en-Morvan
- Dracy-Saint-Loup
- Épertully
- Épinac
- Igornay
- Lucenay-l'Évêque
- Monthelon
- Morlet
- La Petite-Verrière
- Reclesne
- Roussillon-en-Morvan
- Saint-Forgeot
- Saint-Gervais-sur-Couches
- Saint-Léger-du-Bois
- Saisy
- Sommant
- Sully
- Tavernay
- Tintry